# Cychry (województwo zachodniopomorskie)

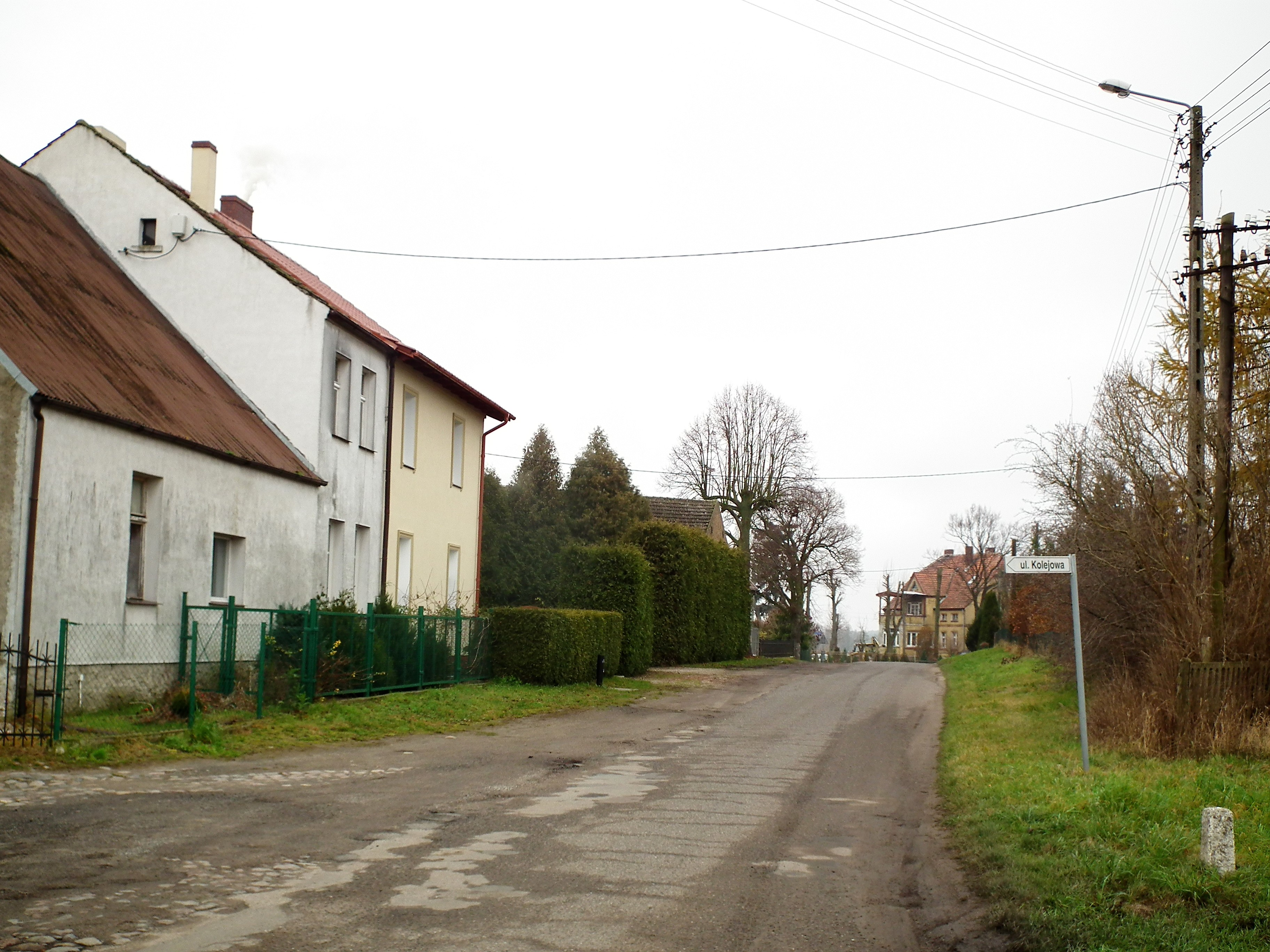
Fragment zabudowy wsi

Cychry (niem. do 1945 r. Zicher) – wieś w Polsce położona w województwie zachodniopomorskim, w powiecie myśliborskim, w gminie Dębno. Według danych z 2013 r. miejscowość liczyła 958 mieszkańców.
Wieś zalicza się do ziemi lubuskiej. Od 1 połowy XIII w. znajdowała się na uposażeniu chwarszczańskich templariuszy i następnie joannitów. Od 1540 r. Cychry wchodziły w skład domeny elektora brandenburskiego w Chwarszczanach, następnie stanowiły majątek państwowy do 1945 r. Od 1945 r. leży w granicach Polski.
W miejscowości znajduje się szkoła podstawowa, działają zespół folklorystyczny „Cychrowianki” i zespół tańca „Mali Cychrowiacy”.
Kościół późnoromański, zbudowany został z ciosów granitowych przed 1250 r. prawdopodobnie z fundacji templariuszy. Ludność zajmuje się głównie rolnictwem, funkcjonował młyn zbożowy.

## Toponimia
Słowiańska nazwa mogła brzmieć Sikorczy Las lub Sikorza Góra (od nazwy osobowej Sikora). Niemiecka nazwa pochodzi zapewne od Tischler – stolarz.
Nazwa na przestrzeni wieków: Tyscher 1262; Scicheher 1308; Sicher 1313; Tsychyr 1319; Scygara 1401; Tzycher 1410; Cycharn 1417; Trzichther 1451; Czicher 1460; Zicher 1822; Zicher do 1945.
Po II wojnie światowej używano przejściowo nazw Czochry, Czychry, Czachory, Marianówka. Pierwszy polski sołtys zaproponował nazwę Wesołówka, która jednak nie spotkała się z poparciem. Nazwę Cychry wprowadzono formalnie rozporządzeniem ministrów Administracji Publicznej i Ziem Odzyskanych z dnia 1 czerwca 1948 roku.

## Położenie
Wieś położona jest na trasie Kostrzyn nad Odrą – Dębno – Myślibórz, 5 km na południe od Dębna, 27 km od Myśliborza i 35 km od Gorzowa.
Zgodnie z podziałem fizycznogeograficznym Polski według Kondrackiego teren na którym położone są Cychry należy do prowincji Nizina Środkowoeuropejska, podprowincji Pojezierza Południowobałtyckiego, makroregionu Pojezierze Południowopomorskie oraz w końcowej klasyfikacji do mezoregionu Równina Gorzowska.

## Historia
- VIII-poł. X w. – w widłach Odry i dolnej Warty znajduje się odrębna jednostka terytorialna typu plemiennego, prawdopodobnie powiązana z plemieniem Lubuszan. Na północy od osadnictwa grupy cedyńskiej oddzielały ją puszcze mosińska (merica Massen) i smolnicka (merica Smolnitz). Mieszkańcy zajmowali się gospodarką rolniczo-hodowlaną.
- 960–972 – książę Mieszko I opanowuje tereny nadodrzańskie, obejmujące obręb późniejszej kasztelani cedyńskiej, ziemię kiniecką i kostrzyńską
- 1005 (lub 1007) – Polska traci zwierzchność nad Pomorzem, w tym również nad terytorium w widłach Odry i dolnej Warty
- 1112-1116 – w wyniku wyprawy Bolesława Krzywoustego, Pomorze Zachodnie uznaje zwierzchność lenną Polski
- Pocz. XIII w. – obszar na północ od linii Noteci-dolnej Warty i zachód od Gwdy w dorzeczu Myśli, Drawy, środkowej Iny, stanowi część składową księstwa pomorskiego; w niewyjaśnionych okolicznościach zostaje przejęty przez księcia wielkopolskiego Władysława Laskonogiego, a następnie jego bratanka, Władysława Odonica[13]
- 1232 – nadanie templariuszom przez księcia Władysława Odonica (lub wcześniej przez Henryka I Brodatego) wsi Chwarszczany wraz z 1000 łanami ziemi (ok. 15-17 tys. ha) między Odrą, Wartą i Myślą, w tym również Cychr
- Przed 1250 – we wsi wybudowano kościół, prawdopodobnie z fundacji chwarszczańskich templariuszy
- 1250 – Margrabiowie brandenburscy z dynastii Askańczyków rozpoczynają ekspansję na wschód od Odry; z zajmowanych kolejno obszarów powstaje następnie Nowa Marchia
- 31.12.1262[14] – wzmianka w dokumentach templariuszy pod nazwą Tyscher; Jan i Otton z dynastii askańskiej zawierają ugodę z Widekindem (Widekinusem), mistrzem templariuszy w Niemczech i krajach słowiańskich, na mocy którego templariusze w zamian za zrzeczenie się praw do miejscowości leżących przy drodze do Gorzowa (oppidum – prawdopodobnie przedlokacyjna osada targowa pod Kostrzynem, Kłośnica, Warniki, Dąbroszyn, Pudignowe i Witnica) oraz dóbr komandorii w Myśliborzu, otrzymują potwierdzenie posiadania komandorii chwarszczańskiej wraz z dziesięcioma wsiami (Bogusław, Carkzowe?, Cychry, Dargomyśl, Dębno, Gudzisz, Krześnica, Nyvik?, Oborzany, Sarbinowo). Formą zadośćuczynienia jest dodatkowo wieś Kaleńsko w ziemi kostrzyńskiej, będąca wcześniej w posiadaniu rycerskim[15]
- 13.09.1308 – pomimo że wieś (wymieniana pod nazwą Scicheher) należała do templariuszy, margrabia Waldemar sprzedaje ją w imieniu templariusza Guntherusa de Kothen mieszczanom frankfurckim Tomaszowi i Janowi Hokeman, prawdopodobnie spodziewając się rychłej kasacji zakonu; transakcja została zapewne unieważniona lub wieś odkupiono, gdyż znalazła się następnie w posiadaniu chwarszczańskich joannitów[7][16][17]
- 02.05.1312 – rozwiązanie zakonu templariuszy bullą Ad providam papieża Klemensa V
- 1312 – posiadłości templariuszy na obszarze Marchii zajmują margrabiowie brandenburscy
- 1318 – w układzie zawartym w Cremmen, negocjowanym przez przedstawicieli przeora niemieckiego Pawła z Modeny i Leonarda de Tiburtis, margrabiowie brandenburscy potwierdzają joannitom posiadanie dóbr templariuszy
- 1320-1323 – po wygaśnięciu dynastii askańskiej, Nowa Marchia przejściowo przechodzi we władanie książąt pomorskich.
- 1323 – władzę w Nowej Marchii obejmują Wittelsbachowie
- 02.04.1335 – w Chwarszczanach wymienia się joannitów jako właścicieli[18]
- 1373 – pod zwierzchnictwem Korony Czeskiej dynastii Luksemburgów
- 1402 – w Krakowie osiągnięto porozumienie w sprawie sprzedaży przez Luksemburgów wsi wraz z Nową Marchią Koronie Polskiej, jednakże ostatecznie region został sprzedany zakonowi krzyżackiemu
- pocz. XV w. – Cychry zostają wymienione jako przynależne administracyjnie do dekanatu kostrzyńskiego w diecezji lubuskiej[6]
- 1405 – kościół wzmiankowany po raz pierwszy jako parafialny; brak danych o uposażeniu proboszcza[7]
- 1433-34 – zbrojne najazdy dokonane przez wójta krzyżackiego Henryka von Rabenstein na dwór chwarszczański i konfiskata mienia komandorii
- 1434 – zaangażowanie w spór najwyższych władz świeckich i kościelnych kończy spór komandorii chwarszczańskiej z zakonem krzyżackim wydaniem wyroku korzystnego dla joannitów
- 1454/55 – po wybuchu wojny polsko-krzyżackiej Krzyżacy sprzedają wieś i region w celu pozyskania środków na prowadzenie wojny
- 1535-1571 – za rządów Jana kostrzyńskiego Nowa Marchia staje się niezależnym państwem w ramach Świętego Cesarstwa Rzymskiego
- 1538 – margrabia Jan kostrzyński oficjalnie wprowadza na terenie Nowej Marchii luteranizm jako religię obowiązującą
- 15.06.1540 – komandoria Chwarszczany (w niej również wieś Cychry) zostaje przejęta przez margrabiego Jana kostrzyńskiego od joannitów, którzy zostają zmuszeni do przeniesienia konwentu do Świdwina. Cychry należą do domeny chwarszczańskiej[7]
- 1663[19] (lub 1693[7]) – kościół w Cychrach staje się parafialnym dla Chwarszczan, Dargomyśla i Gudzisza
- 1701 – powstanie Królestwa Prus
- 1718 – wieś posiada 15 pełnoprawnych i pełnorolnych chłopów oraz 18 zagrodników[7].
- 25.08.1758 – prusko-rosyjska bitwa pod Sarbinowem; podczas przygotowań do bitwy Fryderyk Wielki rozkazuje spalić wieś aby oczyścić przedpole i usunąć stamtąd Rosjan; spaliła się również wieża kościoła
- 1760 – wieś zajmują ponownie wojska rosyjskie i plądrują ją
- 1768 – remont i odnowienie kościoła, zbudowano nową wieżę
- 1806-1807 – Nowa Marchia pod okupacją wojsk napoleońskich; na mocy traktatu w Tylży w dniu 12.07.1807 wojska francuskie opuszczają terytorium państwa pruskiego z wyjątkiem niektórych ważniejszych twierdz, pod warunkiem spłaty bądź zabezpieczenia nałożonej na Prusy kontrybucji wojennej
- 1807-1811 – reformy gospodarcze Steina- Hardenberga dotyczące zniesienia poddaństwa chłopów w Prusach
- 1815-1818 – reformy administracyjne Prus zmieniają strukturę Nowej Marchii; wieś należy do powiatu Kostrzyn, w rejencji frankfurckiej, w prowincji brandenburskiej
- 1836 (1839) – w związku z likwidacją powiatu Kostrzyn[20], wieś przechodzi do powiatu Chojna, w rejencji frankfurckiej, w prowincji brandenburskiej
- 1871-1918 – Nowa Marchia w ramach Cesarstwa Niemieckiego
- 1882 – oddano do użytku linię kolejową łączącą Stargard z Kostrzynem, która przechodziła przez Cychry

| Niemiecka nazwa                  | Obiekt                          | Położenie            | Polska nazwa                     | Ludność ok. 1820 r. | Ludność w 1852 r. |
| -------------------------------- | ------------------------------- | -------------------- | -------------------------------- | ------------------- | ----------------- |
| Neu Zicher                       | kolonia                         | 1,5 km na płn.-wsch. | Suchlica                         |                     | 156               |
| Annamühle                        | część miejscowości              | 3 km na płd.         | Stwardoszek [część wsi Suchlica] |                     |                   |
| Hofebruch                        | leśniczówka, część miejscowości | 1 km na zach.        | Wierzbki [osada wsi Cychry]      |                     | 34                |
| Lehmanns Baumschule              | część miejscowości              | 0,5 km na płd.-wsch. | Porąbka [Cychry]                 |                     | 34                |
| Sand                             | część miejscowości              | 0,5 km na zach.      | Bielawa [Cychry]                 |                     |                   |
| Steinkrug (Zicherer kleine Krug) | część miejscowości              | 1 km na płd.-zach.   | Goryń [część wsi Suchlica]       | 2                   | 11                |

- 31.01.1945 – zajęcie przez wojska 2 Armii Pancernej 1 Frontu Białoruskiego[31]
- 15.06.1945 – powstaje Nadleśnictwo Cychry (powierzchnia 8300 ha)
- 29.06.1945 – nominację na pierwszego leśniczego Nadleśnictwa Cychry dostaje Bronisław Kowalczyk
- 15.11.1945 – zatrudniono pierwszego nauczyciela w szkole podstawowej
- Po 1945 – majątek domeny państwowej zostaje znacjonalizowany i powstaje państwowe gospodarstwo rolne podległe kolejno nadrzędnym jednostkom w Dębnie, Barlinku, Myśliborzu i Wysokiej; osadnictwo ludności z dawnych województw II Rzeczypospolitej – tarnopolskiego i lwowskiego oraz przesiedleńców z Mazur. W kilka lat po wojnie przybyło również ponad 70 rodzin z pobliskich Mieszkowic
- 1946
  - nacjonalizacja młyna
  - przeniesienie Nadleśnictwa Cychry do Dębna
- 05.05.1946 – poświęcenie świątyni jako kościoła w parafii rzymskokatolickiej Dębno
- 1947 – grunty majątku częściowo rozparcelowano
- 1954–1972 – wieś należała i była siedzibą władz gromady Cychry.
- 1957 – przeniesienie biblioteki gromadzkiej z Sarbinowa do Cychr
- 02.07.1957 – powstanie parafii rzymskokatolickiej pw. św. Stanisława Biskupa i Męczennika w Cychrach[32]
- 1975–1998 – wieś należy do województwa gorzowskiego
- 1983 – oddano do użytku przedszkole na 30 dzieci. Obiekt został zaadaptowany, wyremontowany i wyposażony przez pracowników Fermy Tuczu w Cychrach[33]
- 1988 – zamknięto bibliotekę, ze względu na techniczne wyeksploatowanie budynku[34]
- Po 1990 – nieruchomości gospodarstwa rolnego wraz z ziemią przejmuje Agencja Nieruchomości Rolnych Skarbu Państwa
- I-XII 2002 – budowa nowej szkoły, koszt 2 mln zł[35]
- 28.02.2003 – oddanie do użytku nowego budynku szkoły przy ul. Jana Pawła II 85

| Właściciel                                                                            | Lata      |
| ------------------------------------------------------------------------------------- | --------- |
| Zakon Templariuszy                                                                    | 1232-1312 |
| Margrabiowie brandenburscy                                                            | 1312-1318 |
| Zakon Joannitów                                                                       | 1318-1540 |
| Margrabiowie brandenburscy, królowie Prus państwo niemieckie [w domenie Chwarszczany] | 1540-1945 |

## Ludność
Ludność w ostatnich 3 wiekach:

## Gospodarka
W miejscowości działało państwowe gospodarstwo rolne: Przemysłowa Ferma Tuczu Trzody Chlewnej w Cychrach należąca do Państwowego Przedsiębiorstwa Gospodarki Rolnej w Dąbroszynie.
Struktura działalności gospodarczej w marcu 2007 r.:
| Dział     | Ilość |
| --------- | ----- |
| Produkcja | 8     |
| Transport | 0     |
| Handel    | 5     |
| Usługi    | 3     |

W Cychrach funkcjonują 92 gospodarstwa rolne, nastawione na produkcję rolną w której przeważa ze względu na III, IV i V klasę ziemi, żyto, pszenżyto, owies, jęczmień i pszenica oraz uprawa ziemniaków, hodowla trzody chlewnej i bydła. Jest to rolnictwo tradycyjne, brak jest gospodarstw nastawionych na produkcję ekologiczną.
We wsi działa 8 zakładów przemysłowych (znaczną część stanowią zakłady stolarskie) zatrudniających od kilku do kilkudziesięciu osób.
Struktura gospodarstw indywidualnych (łącznie grunty fizyczne = 779,6894 ha):
| Użytki rolne | Pow. w ha |
| ------------ | --------- |
| Orne         | 701,2242  |
| Zielone      | 64,3384   |
| Inne         | 0,1295    |
| Razem        | 765,6921  |

Powierzchnia gospodarstw:
| Pow. w ha | Ilość |
| --------- | ----- |
| 1-5       | 60    |
| 5-10      | 18    |
| 10-20     | 8     |
| 20-50     | 3     |
| 50-100    | 2     |
| >100      | 1     |

W latach 70. XX w. odkryto duże złoża azotowego gazu ziemnego, eksploatacja od 2000 r. W złożu Cychry gaz zawiera 91% azotu, 5,2% metanu i 1,3% etanu. Zasoby wydobywane to 11 621,80 mln m³, przemysłowe 1 035,70 mln m³. W 2005 r. wydobycie wyniosło 43,24 mln m³. Rurociągi technologiczne poprowadzone są ze złoża Cychry do Ośrodka Centralnego w Barnówku. Głównym zarządcą linii przesyłowych oraz pozostałej infrastruktury związanej z wydobyciem surowców kopalnych jest Polskie Górnictwo Naftowe i Gazownictwo S. A. Oddział Zielonogórski Zakład Górnictwa Nafty i Gazu.

## Organizacje i instytucje
- Sołectwo Cychry – ogół mieszkańców wsi Cychry stanowi Samorząd Mieszkańców Sołectwa; teren działania sołectwa obejmuje wieś Cychry – w jej granicach administracyjnych. Sołtys (od 2011 r.) – Józef Głuszko[40].
- Koło Gospodyń Wiejskich – prowadzi wypożyczalnię naczyń stołowych, szyje stroje dla zespołów ludowych, wykonuje wieńce dożynkowe
- Ochotnicza Straż Pożarna – gaszenie pożarów, interwencje po wypadkach drogowych, organizacja zawodów drużyn młodzieżowych Ochotniczych Straży Pożarnych, zabezpieczenie trasy dębnowskiego maratonu
- Zespół „Cychrowianki” – uczestnictwo w przeglądach zespołów folklorystycznych powiatowych i wojewódzkich
- Zespół Tańca „Mali Cychrowiacy” – powstał we wrześniu 2003 r. przy szkole podstawowej[41]
- Stowarzyszenie Przyjaciół Zespołu Tanecznego „Mali Cychrowiacy” – powstało w marcu 2008 r.[42]
- Uczniowski Ludowy Klub Sportowy „Pomorzanin” Cychry – reaktywowany w 2000 r., barwy niebiesko-żółte[43]
- Filia Biblioteki Publicznej Miasta i Gminy w Dębnie

## Edukacja
- Dzieci uczęszczają do szkoły podstawowej w Cychrach, natomiast młodzież do gimnazjum publicznego w Dębnie[44].
- Szkoła podstawowa – powstała jako szkoła 6-klasowa, pierwszy nauczyciel Eugeniusz Mataga zatrudniony został 15.11.1945 r., następnie Stanisław Wijas 01.12.1945 r.[45]. Szkoła znajdowała się w budynku należącym do Zarządu Lasów. W 1950 r. uczęszczało 127 uczniów, nauczało 3 nauczycieli, kierownikiem był Mieczysław Głuszko. Na początku lat 50. XX w. kierownictwo placówki objęła Janina Trzeciak, a w skład kadry pedagogicznej weszły: Cecylia Dalidowicz, Danuta Babij, Anna Juchiewicz-Bukowska. W połowie lat 50. XX w. szkoła pozyskała przestronny piętrowy budynek w centrum wsi. W ramach akcji 1000 szkół na tysiąclecie w roku 1963 oddano do użytku nowy budynek szkolny. Od roku szkolnego 1966/67 przekształcona została w szkołę 8-klasową. Od roku szkolnego 1973/74 stała się szkołą zbiorczą, uczęszczać do niej zaczęły dzieci z miejscowości Bogusław. Od 1 września 1999 r. w wyniku reformy szkolnictwa przekształcona ponownie w szkołę 6-klasową[46]. Od 28.02.2003 r. umiejscowiona w nowo wybudowanym obiekcie przy ul. Jana Pawła II 85.

## Związki wyznaniowe
Siedziba parafii rzymskokatolickiej św. Stanisława Biskupa Męczennika, położonej w dekanacie Dębno archidiecezji szczecińsko-kamieńskiej.

## Atrakcje turystyczne
Kościół św. Stanisława Biskupa i Męczennika – późnoromański, zbudowany z ciosów granitowych przed 1250 r. prawdopodobnie z fundacji templariuszy. Budowla orientowana, salowa z transeptem i półkolistą apsydą z 1856 r. oraz szeroką wieżą przy szczycie zachodnim z lat 1768/1838.